# 張潛 (弘治進士)
張潛（1472年—1526年），字用昭，號西溪，又號東谷子，陝西岷州衛軍籍，河南開封府太康縣人，明朝政治人物。

## 生平
弘治五年（1492年）壬子科陝西鄉試第五十名舉人，九年（1496年）中式丙辰科會試第十二名，二甲第十二名進士。授戶部主事，十二年（1499年）升員外郎，十四年（1501年）丁父憂歸。十八年（1505年）起復禮部儀制司員外郎，正德元年（1506年）升禮部精膳司郎中，同年秋以公累逮繫詔獄，四年（1509年）出為廣平府知府，八年（1513年）升山東布政使司左參政，九年（1514年）罷歸。十年（1515年）母太淑人劉氏卒於秦州，三年喪畢，始徙居華州。嘉靖五年（1526年）六月卒，享年五十五歲。

## 家族
曾祖張文信，贈嘉議大夫、右副都御史；祖父張善，封嘉議大夫、右副都御史；父張錦，通議大夫、刑部左侍郎。母劉氏（封淑人）。具慶下。弟張瀾、張沐、張滂。子張之榘（1495年-1526年），字儀正，嘉靖元年舉人，康海女婿。孫张光孝，嘉靖二十五年丙午舉人，官西華知縣。